# Liste der Wappen mit Rädern (Deutschland)
Die Liste der Wappen mit Rädern ist eine Sammlung der Gemeinen Figuren Rad in Wappen und Schildern. Dabei ist steht die Symbolkraft des Rades im Vordergrund und soll die bildliche Geschichte des Rades zeigen.
Diese Liste ist ohne das Mainzer Rad zusammengestellt, da es hier einen eigenen Artikel und eine Liste gibt.

## Liste der Wappen mit Rädern
|  | Status          | Ortsname                            | Landkreis / Kreisfreie Stadt | Bundesland          | Anmerkung | Wappen seit |
|  | --------------- | ----------------------------------- | ---------------------------- | ------------------- | --- | ----------- |
|  | Gemeinde        | Beesten                             | Emsland                      | Niedersachsen       | Die Herkunft des Rades ist unbekannt. |             |
|  | Gemeinde        | Berkatal                            | Werra-Meißner-Kreis          | Hessen              | Die Herkunft des Rades ist unbekannt. |             |
|  | Ortsteil        | Biberau zu Schleusegrund            | Hildburghausen               | Thüringen           | Wahrscheinlich ein symbolhaftes Rad einer Wassermühle |             |
|  | Gemeinde        | Binsfeld                            | Bernkastel-Wittlich          | Rheinland-Pfalz     | Das goldene Rad steht sowohl als Symbol für die Landwirtschaft, als auch für den in Binsfeld früher weit verbreiteten Hausierhandel. |             |
|  | Landkreis       | Bodenseekreis                       | Bodenseekreis                | Baden-Württemberg   | |             |
|  | Gemeinde        | Bohmte                              | Osnabrück                    | Niedersachsen       | Die Herkunft des Rades ist unbekannt. |             |
|  | Stadt           | Braunsbedra                         | Saalekreis                   | Sachsen-Anhalt      | Symbolische Nachbildung des ersten hölzernen Laufrades. |             |
|  | Gemeinde        | Breunigweiler                       | Donnersbergkreis             | Rheinland-Pfalz     | Das Rad erinnert an die Herren von Bolanden. |             |
|  | ehem. Landkreis | Donaueschingen                      | ehem. Donaueschingen         | Baden-Württemberg   | (Zahnräder) |             |
|  | Landkreis       | Donnersbergkreis                    | Donnersbergkreis             | Rheinland-Pfalz     | Die beiden Räder entstammen den ehemaligen Kreiswappen von Kirchheimbolanden und Rockenhausen. Dabei führten früher die Herren von Bolanden das rote und die Hohenfelser Seitenlinie das blaue Rad. |             |
|  | Gemeinde        | Dörzbach                            | Hohenlohekreis               | Baden-Württemberg   | Die Blasonierung enthält keine Angaben über die Herkunft des Rades. |             |
|  | Gemeinde        | Erolzheim                           | Biberach                     | Baden-Württemberg   | Die Herkunft des Rades ist unbekannt. |             |
|  | Gemeinde        | Fußgönheim                          | Rhein-Pfalz-Kreis            | Rheinland-Pfalz     | Das Rad erinnert an die Herren von Bolanden. |             |
|  | Stadt           | Geseke                              | Soest                        | Nordrhein-Westfalen | Das Wagenrad wurde als Zeichen des ehemaligen Amtes Störmede in das Wappen aufgenommen. |             |
|  | Gemeinde        | Gütenbach                           | Schwarzwald-Baar             | Baden-Württemberg   | Richtrad als Attribut der hl. Katharina von Alexandrien. |             |
|  | Stadt           | Gütersloh                           | Gütersloh                    | Nordrhein-Westfalen | Das Rad steht für das Schwungrad eines Spinnrads – stellvertretend für die früher in Gütersloh beheimatete feine Garnspinnerei, es symbolisiert Gewerbefleiß und Fortschritt. |             |
|  | Ortsteil        | Hausen vor der Höhe zu Schlangenbad | Rheingau-Taunus              | Hessen              | Die Herkunft des Rades ist unbekannt. |             |
|  | Gemeinde        | Heimbuchenthal                      | Aschaffenburg                | Bayern              | Die Kombination des Wellenbalkens mit dem Zahnrad weist auf das im 18. und 19. Jahrhundert im Ortsteil Höllhammer betriebene Hammerwerk hin. |             |
|  | Gemeinde        | Hohen-Sülzen                        | Alzey-Worms                  | Rheinland-Pfalz     | Wahrscheinlich vom Wappen der Grafschaft Falkenstein abgeleitet |             |
|  | Gemeinde        | Imsbach                             | Donnersbergkreis             | Rheinland-Pfalz     | Die Herkunft des Rades ist unbekannt. |             |
|  | Gemeinde        | Jübek                               | Schleswig-Flensburg          | Schleswig-Holstein  | Das Lokomotivrad weist auf den 1869 erfolgten Anschluss an das Eisenbahnnetz hin. |             |
|  | Gemeinde        | Kammerstein                         | Roth                         | Bayern              | Die Räder entstammen dem Wappen eines ehemals auf Burg Kammerstein ansässigen Ministerialengeschlechtes. | 1968        |
|  | Gemeinde        | Klein Rönnau                        | Segeberg                     | Schleswig-Holstein  | |             |
|  | Gemeinde        | Liesenich                           | Cochem-Zell                  | Rheinland-Pfalz     | Der Pflug weist auf die Entstehung des Ortes aus einem landwirtschaftlichen Einzelhof hin. Das siebenspeichige Rad, das alte „Richtrad“ steht hier als Attribut der Orts- und Kirchenpatronin unserer Kapelle, der Heiligen Katharina. |             |
|  | Stadt           | Markdorf                            | Bodenseekreis                | Baden-Württemberg   | |             |
|  | Stadt           | Marktredwitz                        | Wunsiedel im Fichtelgebirge  | Bayern              | Das Halbrad steht redend für den ehemaligen Ortsnamen Radewitz. |             |
|  | Gemeinde        | Marnheim                            | Donnersbergkreis             | Rheinland-Pfalz     | Gemäß einem zu 1626 belegten Siegel drückt das Wappen die den Vogteirechten erwachsenen Ortsherrschaften der Herren von Bolanden und von Wartenberg aus. |             |
|  | Stadt           | Mühlheim am Main                    | Offenbach                    | Hessen              | Ein redendes Symbol und ein Verweis auf die Stadtgeschichte. |             |
|  | Gemeinde        | Natrup-Hagen                        | Osnabrück                    | Niedersachsen       | Die Radhälfte drückt die Zugehörigkeit zum Osnabrücker Land aus. |             |
|  | Gemeinde        | Nattheim                            | Heidenheim                   | Baden-Württemberg   | Der Bergmannshammer und die Spule sollen an die früher im Ort ansässigen Bergknappen (Abbau von Bohnerz) und an die Leineweber erinnern. Das Rad bezieht sich auf die alte Handelsstraße Zürich – Nördlingen – Nürnberg, der grüne Schildgrund soll auf den Waldreichtum und die Landwirtschaft in der Markung hinweisen. | 1950        |
|  | Gemeinde        | Neckarzimmern                       | Neckar-Odenwald              | Baden-Württemberg   | Vermutlich spielt das fünfspeichige Rad auf das Wappen der Herren von Berlichingen an, die bei Neckarzimmern die Burg Hornberg besaßen. |             |
|  | Stadt           | Osnabrück                           | Osnabrück                    | Niedersachsen       | Das Rad als Münzzeichen des Hochstifts Osnabrück ist schon seit dem 13. Jahrhundert in den Siegeln nachzuweisen. |             |
|  | Landkreis       | Landkreis Osnabrück                 | Osnabrück                    | Niedersachsen       | Das Osnabrücker Rad ist das im Landkreis Osnabrück am häufigsten verwendete Wappenzeichen. Es wurde um das Jahr 1200 von den Bischöfen von Osnabrück eingeführt und steht für den „Wagen Gottes“, den Thronwagen, und damit für die christliche Kirche. Als Symbol für Evangelien und Kirche ist es nach mehrheitlicher Auffassung auf die Vision des Propheten Ezechiel im Alten Testament zurückzuführen.                                                             |             |
|  | Stadt           | Poppenhausen (Wasserkuppe)          | Fulda                        | Hessen              | Das Wappen fußt auf dem Wappen der Herren von Steinau genannt Steinrück, die im Spätmittelalter im Rhöngebiet umfangreichen Besitz an verschiedenen Orten hatten. | 1951        |
|  | Stadt           | Ratingen                            | Mettmann                     | Nordrhein-Westfalen | Das Wappen entstammt einem Siegel aus dem Jahre 1430. Der Bergische Löwe und das Rad sind seither Bestandteil des Ratinger Wappens, deren Aussehen und Form sich ansonsten im Laufe der Geschichte mehrmals änderte, unter anderem auch mit verschiedenen Versionen, in der der Löwe das Rad zwischen seinen Krallen hielt. Das Rad ist nicht immer als Richtrad erkennbar und die Speichenzahl variiert (fünf, sechs oder acht).                                       | 1972        |
|  | Stadt           | Rheda-Wiedenbrück                   | Gütersloh                    | Nordrhein-Westfalen | Siegelbild des Amtes Reckenberg |             |
|  | Stadt           | Spaichingen                         | Tuttlingen                   | Baden-Württemberg   | Das Rad geht hervor aus dem Wappen der Oberen Grafschaft Hohenberg, in der Spaichingen eine der bedeutendsten Gemeinden war. Das halbe achtspeichige Rad, insbesondere die Speichen, beziehen sich redend auch auf den Ortsnamen Spaichingen. |             |
|  | Stadt           | Spangenberg                         | Schwalm-Eder                 | Hessen              | Die Herkunft des Rades ist unbekannt. |             |
|  | Stadt           | Steinau an der Straße               | Main-Kinzig                  | Hessen              | Das Wappen geht von der jahrhundertealten Siegeltradition der Stadt aus, wahrscheinlich kam Katharina im 15. Jahrhundert in das Stadtwappen. Vermutlich wurde sie ins Wappen der Stadt aufgenommen, weil sie als Patronin für das Töpferhandwerk steht, sowie für die Lehrenden und die Lernenden. Steinau war lange Zeit Töpferstadt. | 1975        |
|  | Ortsteil        | Störmede (zu Geseke)                | Soest                        | Nordrhein-Westfalen | Nachdem Albert von Störmede sein Lehen an seinen Schwiegersohn Friedrich von Hörde vererbt hatte, wurde das Wagenrad aus dem Familienwappen derer von Hörde zum Ortswappen hinzugefügt. |             |
|  | Stadtteil       | Vaihingen                           | Stuttgart                    | Baden-Württemberg   | Das Wappen zeigt ein zerbrochenes Rad, das Symbol der heiligen Katharina. Die heilige Katharina war die Schutzpatronin des Katharinenhospitals in Esslingen, an das das Dorf von den Grafen von Tübingen im 13. Jahrhundert verkauft wurde. Die Größe und Form des Rades hat sich mit der Zeit stark verändert, von sechs, acht oder zehn bis zwölf Speichen, wobei der gebrochene Teil nach oben oder, wie heute, nach rechts zeigt. Die Farben wurden 1907 definiert. |             |

Bei den Rädern wird es sich oftmals um Richträder handeln. Die Städte oder Gemeinden, welche das Rad im Wappen führten, hatten also das Privileg der hohen Gerichtsbarkeit. Nur die hohe Gerichtsbarkeit hatte das Recht, Leibstrafen (z. B. das Rädern) auszuführen.